# Bill Demong
William „Bill“ Demong (* 29. března 1980 Vermontville, New York) je bývalý americký lyžař, soutěžící v severské kombinaci.
Je odchovancem Národní sportovní akademie v Lake Placid, ve Světovém poháru debutoval v prosinci 1997. Ve své kariéře vyhrál devět závodů SP a v celkové klasifikaci skončil nejlépe na třetím místě v sezónách 2007/08 a 2008/09. Vyhrál také pět závodů Kontinentálního poháru a skončil druhý v Letní Grand prix v severské kombinaci v roce 2001.
Na mistrovství světa juniorů v klasickém lyžování získal v roce 1999 s americkým týmem zlatou medaili. Na mistrovství světa v klasickém lyžování 2007 obsadil druhé místo v individuálním závodě, na mistrovství světa v klasickém lyžování 2009 vyhrál závod na velkém můstku spojený s během na 10 km Gundersenovou metodou a byl třetí na středním můstku, na mistrovství světa v klasickém lyžování 2013 získal bronzovou medaili v soutěži družstev.
V letech 1998 až 2014 se zúčastnil pěti zimních olympijských her. V roce 2010 vyhrál závod na velkém můstku + 10 km běhu a stal se tak historicky prvním americkým olympijským vítězem v klasickém lyžování. Na olympiádě ve Vancouveru získal také stříbrnou medaili v soutěži družstev.
Zúčastnil se i soutěže v lyžařském maratonu Worldloppet Cup, na mistrovství světa v klasickém lyžování 2011 startoval v běhu na 50 km, kde obsadil 51. místo. Kariéru ukončil v roce 2015 a působí jako výkonný ředitel americké asociace klasického lyžování.
V roce 2010 se oženil s americkou skeletonistkou Katie Koczynskou.